# Robert Abbott

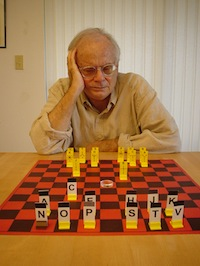
Robert Abbott

Robert Abbott (ur. 2 marca 1933, zm. 20 lutego 2018) – amerykański wynalazca gier.
Abbott był programistą komputerowym we wczesnym okresie komputerów. Programował w asemblerze na maszynach IBM 360. W 1962 r. zajął się tworzeniem gier. Do jego opublikowanych gier należą m.in. Ultima – odmiana szachów oraz gra karciana Eleusis oraz labirynty logiczne.